# نوكارمخي (أنغالي)
نوکارمخي (بالفارسية: نوکارمخی) هي قرية تقع في إيران في قسم أنغالي. يقدر عدد سكانها بـ 92 نسمة بحسب إحصاء 2016.